# Пономарёв, Павел Иванович
Павел Иванович Пономарёв (1903—1944) — советский военный. Участник Великой Отечественной войны. Герой Советского Союза (1945). Капитан.

## Биография

### Довоенный период
Павел Иванович Пономарёв родился в 1903 году в деревне Куршаки Уфимского уезда Уфимской губернии Российской империи (ныне деревня Иглинского района Республики Башкортостан Российской Федерации) в семье крестьянина Ивана Алексеевича Пономарёва. Русский. Окончил шесть классов церковно-приходской школы. До 1918 года работал в крестьянском хозяйстве отца. Во время гражданской войны Иван Алексеевич, отправив семью в деревню Покровка, добровольцем ушёл в Красную Армию. После окончания гражданской войны он вернулся в родные места и вместе с сыном Павлом участвовал в становлении Советской власти в районе, а также организации первой в округе сельскохозяйственной коммуны, впоследствии преобразованной в колхоз имени В. И. Чапаева.
В 1922 году П. И. Пономарёва призвали в ряды Рабоче-крестьянской Красной Армии. Служил Павел Иванович артиллеристом в Западном военном округе. Окончил курсы средних командиров. Вернувшись после демобилизации в Покровку, Павел Иванович женился. Работал в колхозе. В начале 30-х годов он с семьёй переехал в село Петрушино Кигинского района Башкирской АССР. Работал в артели «Красный боевик», производившей древесный уголь и дёготь. В 1932 году Павел Иванович переехал в Златоуст. Сначала он устроился кондуктором на железную дорогу. В 1934 году его как добросовестного и ответственного работника перевели на должность представителя управления Южно-Уральской железной дороги по приему станционных выручек. В 1938 году Павла Ивановича приняли в члены ВКП(б). С 1939 года по 1941 год он занимал посты заведующего культотделом профсоюза железнодорожников станции Златоуст и заведующего клубом имени Парижской Коммуны. В апреле 1941 года П. И. Пономарёв был избран руководителем профсоюзной организации Златоустовского отделения Южно-Уральской железной дороги.

### Великая Отечественная война
С первых дней Великой Отечественной войны П. И. Пономарёву как железнодорожнику была положена бронь, но Павел Иванович после нескольких обращений в военкомат добился отправки на фронт. В конце августа 1941 года он был призван Златоустовским городским военкоматом и направлен в Чебаркуль, где шло формирование 371-й стрелковой дивизии. В боях с немецко-фашистскими захватчиками политрук П. И. Пономарёв с 5 декабря 1941 года на Западном фронте в должности военкома батареи 45-миллиметровых пушек 1229-го стрелкового полка. Участник Битвы за Москву. С 5 декабря 1941 года 371-я стрелковая дивизия в составе 30-й армии участвовала в контрнаступлении советских войск под Москвой на клинском направлении, освобождала город Клин. С января 1942 года П. И. Пономарёв участвовал в кровопролитных боях под Ржевом на Калининском (30-я армия) и Западном (31-я армия) фронтах, приняв участие во всех операциях Красной Армии в 1942 году в ходе Ржевской битвы (Ржевско-Вяземская наступательная, Холм-Жирковская оборонительная, Первая и Вторая Ржевско-Сычёвские операции). В ходе боевых действий Павел Иванович всегда находился в боевых порядках своей батареи, а иногда и сам становился к орудию. Так, 21 апреля 1942 года политрук Пономарёв в бою за деревню Горшково Ржевского района огнём орудия уничтожил два станковых пулемёта противника и одну автомашину. 24 июля 1942 года при форсировании реки Волги он из винтовки уничтожил 12 немецких солдат и одного офицера, а в бою за деревню Исаково Зуцовского района огнём из пушки заставил замолчать станковый пулемёт противника. В боях под Ржевом Павел Иванович был дважды ранен.
Осенью 1942 года в связи с упразднением института военных комиссаров П. И. Пономарёв получил звание капитана и был назначен на должность командира батареи 76-миллиметровых пушек 1229-го стрелкового полка. В кампании 1943 года Павел Иванович участвовал в Ржевско-Вяземской наступательной и Смоленской операциях Западного фронта. В ноябре 1943 года 371-я стрелковая дивизия была передана 33-й армии и вела бои под Витебском, пытаясь прорвать хорошо укреплённую и глубоко эшелонированную линию обороны противника — «Медвежий вал». Во время штурма укреплений противника, предпринятого 14 ноября 1943 года, капитан П. И. Пономарёв руководил действиями своей батареи, находясь непосредственно в боевых порядках. Его батарея быстро подавляла огневые точки противника, способствуя продвижению стрелковых частей. При переходе противника в контратаку Павел Иванович выдвинул орудия на открытые позиции и точным огнём отсёк пехоту от самоходных установок «Фердинанд». Немцы понесли тяжёлые потери и вынуждены были отступить. Тогда капитан Пономарёв, встав в полный рост, поднял пехоту в атаку и повёл её на штурм второй линии вражеских траншей. 15 ноября 1943 года немцы, пытаясь вернуть утраченные позиции, вновь пошли в контратаку при поддержке танков и САУ Капитан П. И. Пономарёв, сам встав к орудию, подбил одну самоходку. Тем не менее, прорвать линию немецкой обороны дивизии не удалось, и она перешла к обороне.
24 апреля 1944 года Западный фронт был преобразован в 3-й Белорусский фронт, и его войска начали подготовку к операции «Багратион». Перед началом Белорусской стратегической наступательной операции 371-я стрелковая дивизия была включена в состав 5-й армии, а капитан П. И. Пономарёв был назначен на должность начальника артиллерии 1233-го стрелкового полка. Освобождение Белоруссии 3-й Белорусский фронт начал Витебско-Оршанской операцией. 23 июля 1944 года после мощной артиллерийской подготовки 1233-й стрелковый полк прорвал оборону противника на своём участке в районе деревни Высочаны и устремился в прорыв. Несмотря на труднопроходимую местность, начальник артиллерии полка капитан Пономарёв сумел обеспечить быстрое продвижение артиллерии и в ходе наступления оказал существенную поддержку стрелковым частям. В тот же день подразделения полка вышли к реке Лучёсе, и сходу форсировав её, захватили плацдарм на левом берегу. При отражении контратак противника на захваченном плацдарме капитан Пономарёв личным примером воодушевлял бойцов, поднимал их боевой дух. Павел Иванович выдвинул свои орудия на прямую наводку и лично из пушки расстреливал немецкую пехоту. Когда сопротивление противника было сломлено, он поднял полк в атаку и одним из первых ворвался в деревню Лучёса, уничтожив в ходе боя 20 немецких солдат.
Развивая наступление в направлении Богушевск—Сенно—Лепель 5-я армия 30 июня 1944 года форсировала реку Березину южнее озера Палик, и, прорвав оборону противника, вышла в район города Вилейка, откуда 5 июля 1944 года начала наступление в ходе Вильнюсской фронтовой операции. П. И. Пономарёв участвовал в прорыве немецкой обороны на рубеже Даугавпилс—Вильнюс—Лида и в уличных боях за город Вильнюс. После освобождения столицы Литовской ССР подразделения 371-й стрелковой дивизии устремились к Неману. 17 июля 1944 года дивизия вышла к реке в районе населённого пункта Дарсунишкис (Darsūniškis) Кайшядорского района Литвы. Капитан П. И. Пономарёв лично вызвался форсировать реку вместе с радистом и корректировать огонь артиллерии полка с правого берега. С первым штурмовым батальоном Павел Иванович переправился через Неман и лично повёл батальон в бой. После захвата и закрепления плацдарма он по рации передал координаты выявленных в ходе боя огневых точек противника, которые были подавлены артиллерией. Однако атаки немцев усиливались, и командование приняло решение перебросить на
плацдарм артиллерию. Через Неман удалось благополучно переправить шесть орудий калибра 45 и 76 миллиметров. Павел Иванович удачно расположил огневые средства, превратив позиции батальона в неприступную крепость. Десантники при поддержке артиллерии в течение 18 июля отразили 7 яростных атак противника, поддерживаемых танками и самоходками «Фердинанд». Будучи контужен и ранен в голову, капитан П. И. Пономарёв не покинул поля боя и продолжал руководить огнём батареи. Несколько раз он сам становился к орудию, уничтожив 4 танка и до 200 солдат и офицеров противника.
Павел Иванович недолго находился в госпитале. Менее чем через месяц он вернулся в свою часть, которая вела бои в юго-восточных районах Литвы. Он принял участие в завершающей фазе Каунасской операции, в ходе которой войска 3-го Белорусского фронта вышли к заранее подготовленной линии обороны противника на рубеже Расейняй-Кибартай-Сувалки. 29 августа 1944 года по решению Ставки Верховного Главнокомандования они перешли к обороне. 371-я стрелковая дивизия заняла позиции юго-западнее города Шакяй. В конце октября 1944 года немецкое командование, пытаясь отбросить войска Красной Армии от границ Восточной Пруссии, предприняло ряд контрударов. При отражении одной из таких контратак 27 октября 1944 года П. И. Пономарёв был смертельно ранен. Павла Ивановича пытались доставить в госпиталь в городке Гришкабудис, но по дороге он скончался. Звание Героя Советского Союза капитану Пономарёву Павлу Ивановичу было присвоено указом Президиума Верховного Совета СССР от 24 марта 1945 года за отличие при форсировании реки Неман. Похоронен П. И. Пономарёв в городке Гришкабудис Мариямпольского уезда Литовской Республики.

## Награды
- Медаль «Золотая Звезда» (24.03.1945, посмертно);
- орден Ленина (24.03.1945, посмертно);
- орден Красного Знамени (21.08.1944);
- орден Отечественной войны 1-й степени (25.12.1942);
- орден Красной Звезды (12.12.1943).

## Память
Именем Героя Советского Союза П. И. Пономарёва названа улица в городе Челябинске.
В 2021 году названа МБОУ "Средняя общеобразовательная школа села Чуваш-Кубово имени Пономарева Павла Ивановича" муниципального района Иглинский район Республики Башкортостан

## Документы
- Общедоступный электронный банк документов «Подвиг Народа в Великой Отечественной войне 1941—1945 гг.» Дата обращения: 14 октября 2012. Архивировано из оригинала 13 марта 2012 года.

Представление к званию Героя Советского Союза и указ ПВС СССР о присвоении звания. Дата обращения: 14 октября 2012. Архивировано 13 декабря 2012 года.
Орден Красного Знамени (наградной лист и приказ о награждении). Дата обращения: 14 октября 2012. Архивировано 13 декабря 2012 года.
Орден Отечественной войны 1-й степени (наградной лист и приказ о награждении).
Орден Красной Звезды (наградной лист и приказ о награждении). Дата обращения: 14 октября 2012. Архивировано 13 декабря 2012 года.
- Обобщенный банк данных «Мемориал». Дата обращения: 14 октября 2012. Архивировано из оригинала 10 мая 2012 года.

ЦАМО, ф. 33, оп. 11458, д. 630. Дата обращения: 14 октября 2012. Архивировано 13 декабря 2012 года.
ЦАМО, ф. 33, оп. 11458, д. 443. Дата обращения: 14 октября 2012. Архивировано 13 декабря 2012 года.